# Adolf Dragičević
Adolf Dragičević (Zaostrog, 7 augustus 1924 - 20 juli 2010) was een Joegoslavisch, resp. Kroatisch econoom.
Dragičević nam deel aan de strijd van de Joegoslavische partizanen en was bij het einde van de Tweede Wereldoorlog officier bij de 11e Dalmatische Brigade. Hij studeerde aan de Universiteit van Zagreb en aan de Universiteit van Belgrado. Dragičević promoveerde aan de universiteit van Zagreb en werd er in 1970 gewoon hoogleraar. Hij was lid van de Joegoslavische (later: Kroatische) Academie voor Wetenschappen en Kunsten.
Van 1963 tot 1967 was hij volksvertegenwoordiger van het Parlement van de Kroatische Deelrepubliek en van 1968 tot 1974 van het Joegoslavische Bondsparlement.
- Bibliothèque nationale de France: cb12750316w (data)
- Gemeinsame Normdatei: 170086550
- International Standard Name Identifier: 0000 0000 8107 7229
- Library of Congress Control Number: n84179911
- Nederlandse Thesaurus van Auteursnamen: 237900785
- Système universitaire de documentation: 081511213
- Virtual International Authority File: 28482335
- WorldCat: E39PBJgxphfJD8w3FYpFRbvPwC